# Académie du cinéma de Prague
La Faculté du cinéma et de la télévision (en tchèque : Filmová a televizní fakulta, FAMU), nommée aussi Académie du cinéma de Prague, est l'une des trois facultés de l'Académie des arts du spectacle de Prague avec la faculté de théâtre (DAMU) et la faculté de musique et de danse (HAMU). Ses étudiants sont formés principalement aux métiers liés au cinéma, à la photographie, à l'audiovisuel, à la télévision, aux médias électroniques et aux médias traditionnels. Cinquième plus ancienne école de cinéma d'Europe, elle a été fondée dans le cadre de l'Académie des arts du spectacle le 28 novembre 1946.
L'école a été classée meilleure école de cinéma d'Europe par la revue professionnelle de référence The Hollywood Reporter et 7e meilleure école de cinéma du monde juste derrière le California Institute of the Arts et devant l'université Columbia.
L'école dispense des cours en tchèque et en anglais.
La FAMU est souvent confondue à l'étranger avec la Prague film School qui profite de la confusion pour attirer des étudiants internationaux.
Les élèves de l'Académie du cinéma de Prague recueillent un total de 2 Lions d'or et de 3 Palmes d'or ce qui la classe 5e dans la liste des écoles de cinéma les plus récompensées du monde.

## Anciens élèves
- Hynek Bočan
- Josef Brukner
- Jarmila Buzková
- Jaione Camborda
- Karel Cudlín
- Pavel Dias
- Miloš Forman
- Saša Gedeon
- Rajko Grlić
- Věra Chytilová
- Agnieszka Holland
- Juraj Jakubisko
- Vojtěch Jasný
- Pavel Juráček
- Jaromír Kačer
- Vladimír Körner
- Aurel Klimt
- Pavel Klusák
- Vít Klusák (cs)
- Josef Koudelka
- Jaroslav Kučera
- Štěpán Kučera
- Emir Kusturica
- Mohammed Lakhdar-Hamina
- Goran Marković
- Antonín Máša
- Sulejman Suki Medencevic
- Jiří Menzel
- Vladimír Michálek
- Petr Nikolaev
- Václav Nývlt
- François Sourou Okioh
- David Ondříček
- Goran Paskaljević
- Ivan Passer
- Halina Pawlowská
- Tomáš Polák
- Filip Remunda (en)
- Evald Schorm
- Robert Sedláček
- Karol Sidon
- Bohdan Sláma
- Örvar Þóreyjarson Smárason
- Jaroslav Soukup
- Karel Steigerwald
- Tono Stano
- Petr Václav
- Karel Vachek
- Woody Vasulka
- Karl Vaughan
- Tomáš Vorel
- Lordan Zafranović
- Zdeněk Zelenka
- Martin Štoll
- Vladimir Ošust
- Peter Župník
- Zdeněk Zelenka